# حالت پیوندی
در دستور زبان، حالت پیوندی (به انگلیسی: comitative case) یک حالت دستوری است که نشان‌دهنده همراهی است.: 17–23  در زبان انگلیسی، حرف اضافه «with» در معانی «in company with» یا «together with» نقش مشابهی را بازی می‌کند.

## مفهوم
حالت پیوندی رابطه «همراهی» را بین دو مشارکت‌کننده در واقعه رمزگذاری می‌کند، که «همراه» (به انگلیسی: accompanier) و «همدم» (به انگلیسی: companion) نامیده می‌شوند. بعلاوه، یک «پیونددهنده» (به انگلیسی: relator) هم وجود دارد که می‌تواند از چند رده واژگانی باشد ولی معمولا یک پسوند یا حرف اضافه است.: 17–18  استفاده از حالت پیوندی همراه را برجسته می‌کند.: 602  این جمله ایتالیایی یک مثال است:
[il professore]accompanier entra nell'aula [con]relator [i suoi studenti]companion
'the professor enters the lecture-hall (together) with his students'.: 602 
در این حالت، il professore «همراه» است، i suoi studenti «همدم» است، و con «پیونددهنده» است. همراه il professore بیشترین آشکاربودن را دارد.
در بیشتر زبان‌ها جاندار بودن یک نقش اصلی را در حالت پیوندی بازی می‌کند. یک گروه از زبان‌ها نیاز دارند که هم همراه و هم همدم یا انسان باشند یا جاندار باشند. گروه دیگر نیاز دارد که هر دو در یک رده مشابه باشند: هر دو انسان یا هر دو جاندار. گروه سوم به یک همراه جاندار و یک همدم غیر جاندار نیاز دارند. زبان‌های دیگر هیچ محدودیتی روی جاندار بودن ندارند.: 603–604 